# Gonorynchiformes
Gonorynchiformes là một bộ cá vây tia bao gồm một nguồn cá thực phẩm quan trọng là cá măng sữa (Chanos chanos, họ Chanidae), và một loạt các loài ít được biết đến hơn, gồm cả cá nước ngọt lẫn cá nước mặn.
Tên gọi khác "Gonorhynchiformes", với bổ sung chữ "h", cũng thường được thấy, nhưng nó không là tên gọi chính thức.
Gonorynchiformes có miệng nhỏ và không răng. Chúng là nhóm duy nhất trong nhánh Anotophysa, một phân nhánh của Ostariophysi. Chúng có đặc trưng là có cơ quan Weber nguyên thủy, được hình thành từ ba đốt sống đầu tiên và một (hoặc nhiều hơn) xương đầu trong đầu. Cơ quan này được người ta coi là cơ quan thính giác, và nó cũng được tìm thấy ở các dạng tân tiến hơn và phức tạp hơn trong nhóm cá có quan hệ họ hàng gần là cá dạng cá chép, chẳng hạn ở cá chép. Giống như các loài cá trong bộ Cá chép (Cypriniformes), các loài cá trong bộ Gonorynchiformes sinh ra một chất hòa tan được trong nước từ da của chúng khi bị thương tổn, có tác động như một loại tín hiệu cảnh báo cho những con cá khác.

## Phân loại
Mặc dù nhiều họ khá nhỏ, nhưng người ta cũng phát hiện được một vài chi đã hóa thạch. Danh sách dưới đây liệt kê các nhóm trong bộ Gonorynchiformes bao gồm cả cá hóa thạch với miêu tả ngắn. Chúng được liệt kê theo trật tự gần đúng về việc các đặc trưng nguyên thủy ở mức độ như thế nào.
- Bộ Sorbininardiformes (tuyệt chủng)
  - Họ Sorbininardidae (tuyệt chủng)
    - Sorbininardus (tuyệt chủng) - nhóm cá chị-em với toàn bộ Gonorynchiformes
- Bộ Gonorynchiformes
  - Phân bộ Chanoidei
    - Aethalinopsis (tuyệt chủng) - nhóm chị em với Chanidae từ Creta sớm.
    - Họ Chanidae - cá măng sữa
      - Phân họ Rubiesichthyinae (tuyệt chủng)
        - Gordichthys (tuyệt chủng) - Chanidae Creta sớm
        - Rubiesichthys (tuyệt chủng) - Chanidae Creta sớm

      - Phân họ Chaninae
        - Chanos: 1 chi, 1 loài cá biển Ấn Độ Dương - Thái Bình Dương là cá măng sữa (Chanos chanos).
        - Dastilbe (tuyệt chủng) - Chanidae Creta sớm
        - Parachanos (tuyệt chủng) - Chanidae Creta sớm
        - Tharrhias (tuyệt chủng) - Chanidae Creta sớm

  - Phân bộ Gonorynchoidei - cá hồi mỏ
    - Apulichthys (tuyệt chủng) - nhóm chị em nguyên thủy với Gonorynchidae.
    - Họ Gonorynchidae
      - Notogoneus (tuyệt chủng) - Từ Bắc Mỹ, châu Âu, Australia; một vài loài cá nước ngọt; Creta muộn tới Oligocen; chị em với Gonorynchus
      - Charitosomus (tuyệt chủng) - Gonorynchidae kỷ Creta.
      - Judeichthys (tuyệt chủng)
      - Ramallichthys (tuyệt chủng)
      - Charitopsis (tuyệt chủng)
      - Gonorynchus: 1 chi, 5 loài cá biển ở Thái Bình Dương và đông nam Đại Tây Dương.

    - Họ Phractolaemidae: 1 chi, 1 loài cá nước ngọt (Phractolaemus ansorgii) ở châu Phi.
      - Phractolaemus

  - Phân bộ Knerioidei
    - Họ Kneriidae: 4 chi, 30 loài, chủ yếu là cá nước ngọt ở châu Phi
      - Cromeria: 2 loài
      - Grasseichthys: 1 loài (Grasseichthys gabonensis)
      - Kneria: 13 loài
      - Parakneria: 14 loài.

## Phát sinh chủng loài
Cây phát sinh chủng loài vẽ theo Betancur và ctv (2013).

|  | Gymnotiformes                                                  |
|  |                                                                |
|  | \| \| Characiformes \| \| \| \| \| \| Siluriformes \| \| \| \| |
|  |                                                                |
|  | Characiformes                                                  |
|  |                                                                |
|  | Siluriformes                                                   |
|  |                                                                |

|  | Characiformes |
|  |               |
|  | Siluriformes  |
|  |               |

|  | Gymnotiformes                                                  |
|  |                                                                |
|  | \| \| Characiformes \| \| \| \| \| \| Siluriformes \| \| \| \| |
|  |                                                                |
|  | Characiformes                                                  |
|  |                                                                |
|  | Siluriformes                                                   |
|  |                                                                |

|  | Characiformes |
|  |               |
|  | Siluriformes  |
|  |               |

|  | Gymnotiformes                                                  |
|  |                                                                |
|  | \| \| Characiformes \| \| \| \| \| \| Siluriformes \| \| \| \| |
|  |                                                                |
|  | Characiformes                                                  |
|  |                                                                |
|  | Siluriformes                                                   |
|  |                                                                |

|  | Characiformes |
|  |               |
|  | Siluriformes  |
|  |               |

|  | Gymnotiformes                                                  |
|  |                                                                |
|  | \| \| Characiformes \| \| \| \| \| \| Siluriformes \| \| \| \| |
|  |                                                                |
|  | Characiformes                                                  |
|  |                                                                |
|  | Siluriformes                                                   |
|  |                                                                |

|  | Characiformes |
|  |               |
|  | Siluriformes  |
|  |               |

|  | Gymnotiformes                                                  |
|  |                                                                |
|  | \| \| Characiformes \| \| \| \| \| \| Siluriformes \| \| \| \| |
|  |                                                                |
|  | Characiformes                                                  |
|  |                                                                |
|  | Siluriformes                                                   |
|  |                                                                |

|  | Characiformes |
|  |               |
|  | Siluriformes  |
|  |               |

|  | Gymnotiformes                                                  |
|  |                                                                |
|  | \| \| Characiformes \| \| \| \| \| \| Siluriformes \| \| \| \| |
|  |                                                                |
|  | Characiformes                                                  |
|  |                                                                |
|  | Siluriformes                                                   |
|  |                                                                |

|  | Characiformes |
|  |               |
|  | Siluriformes  |
|  |               |

|  | Gymnotiformes                                                  |
|  |                                                                |
|  | \| \| Characiformes \| \| \| \| \| \| Siluriformes \| \| \| \| |
|  |                                                                |
|  | Characiformes                                                  |
|  |                                                                |
|  | Siluriformes                                                   |
|  |                                                                |

|  | Characiformes |
|  |               |
|  | Siluriformes  |
|  |               |

|  | Gymnotiformes                                                  |
|  |                                                                |
|  | \| \| Characiformes \| \| \| \| \| \| Siluriformes \| \| \| \| |
|  |                                                                |
|  | Characiformes                                                  |
|  |                                                                |
|  | Siluriformes                                                   |
|  |                                                                |

|  | Characiformes |
|  |               |
|  | Siluriformes  |
|  |               |

|  | Gymnotiformes                                                  |
|  |                                                                |
|  | \| \| Characiformes \| \| \| \| \| \| Siluriformes \| \| \| \| |
|  |                                                                |
|  | Characiformes                                                  |
|  |                                                                |
|  | Siluriformes                                                   |
|  |                                                                |

|  | Characiformes |
|  |               |
|  | Siluriformes  |
|  |               |

|  | Gymnotiformes                                                  |
|  |                                                                |
|  | \| \| Characiformes \| \| \| \| \| \| Siluriformes \| \| \| \| |
|  |                                                                |
|  | Characiformes                                                  |
|  |                                                                |
|  | Siluriformes                                                   |
|  |                                                                |

|  | Characiformes |
|  |               |
|  | Siluriformes  |
|  |               |

|  | Gymnotiformes                                                  |
|  |                                                                |
|  | \| \| Characiformes \| \| \| \| \| \| Siluriformes \| \| \| \| |
|  |                                                                |
|  | Characiformes                                                  |
|  |                                                                |
|  | Siluriformes                                                   |
|  |                                                                |

|  | Characiformes |
|  |               |
|  | Siluriformes  |
|  |               |

|  | Gymnotiformes                                                  |
|  |                                                                |
|  | \| \| Characiformes \| \| \| \| \| \| Siluriformes \| \| \| \| |
|  |                                                                |
|  | Characiformes                                                  |
|  |                                                                |
|  | Siluriformes                                                   |
|  |                                                                |

|  | Characiformes |
|  |               |
|  | Siluriformes  |
|  |               |

|  | Gymnotiformes                                                  |
|  |                                                                |
|  | \| \| Characiformes \| \| \| \| \| \| Siluriformes \| \| \| \| |
|  |                                                                |
|  | Characiformes                                                  |
|  |                                                                |
|  | Siluriformes                                                   |
|  |                                                                |

|  | Characiformes |
|  |               |
|  | Siluriformes  |
|  |               |

|  | Gymnotiformes                                                  |
|  |                                                                |
|  | \| \| Characiformes \| \| \| \| \| \| Siluriformes \| \| \| \| |
|  |                                                                |
|  | Characiformes                                                  |
|  |                                                                |
|  | Siluriformes                                                   |
|  |                                                                |

|  | Characiformes |
|  |               |
|  | Siluriformes  |
|  |               |

|  | Gymnotiformes                                                  |
|  |                                                                |
|  | \| \| Characiformes \| \| \| \| \| \| Siluriformes \| \| \| \| |
|  |                                                                |
|  | Characiformes                                                  |
|  |                                                                |
|  | Siluriformes                                                   |
|  |                                                                |

|  | Characiformes |
|  |               |
|  | Siluriformes  |
|  |               |

|  | Gymnotiformes                                                  |
|  |                                                                |
|  | \| \| Characiformes \| \| \| \| \| \| Siluriformes \| \| \| \| |
|  |                                                                |
|  | Characiformes                                                  |
|  |                                                                |
|  | Siluriformes                                                   |
|  |                                                                |

|  | Characiformes |
|  |               |
|  | Siluriformes  |
|  |               |